# Burqini

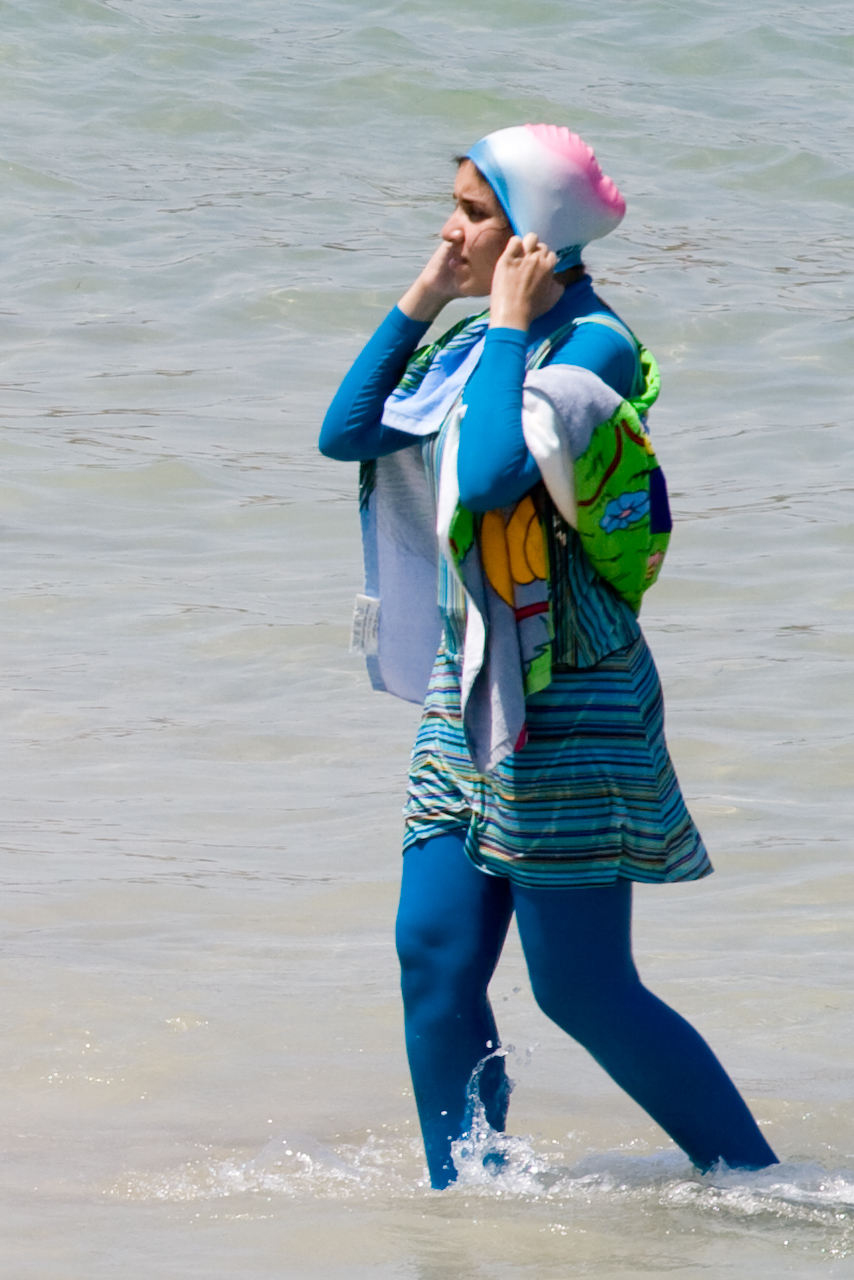
Một phụ nữ trong bộ đồ bơi burqini.

Burqini hay burkini là một loại quần áo bơi dành cho phụ nữ theo đạo Hồi. Burquini được thiết kế vào năm 2004 bởi Adeha Zanetti, một nhà thiết kế thời trang người Úc gốc Liban làm việc dưới trướng công ty Ahiida. Cái tên "Burqini", một từ kết hợp của hai từ burqa (nghĩa là cơ thể và bikini, là một nhãn hiệu đã được đăng ký bản quyền.
Bộ quần áo bơi che kín toàn cơ thể, trừ khuôn mặt, bàn tay và bàn chân, vừa đủ để không vi phạm giới luật của Hồi giáo và có khối lượng đủ nhẹ giúp người mặc có thể bơi lội. Bộ quần áo bơi này được miêu tả như là một giải pháp hoàn hảo cho phụ nữ Hồi giáo, giúp họ có thể thoải mái bơi lội mà không phải mặc các đồ bơi "lộ liễu". Nhìn chung, mặc dù vẫn có một số ý kiến cho rằng burqini vẫn để lộ quá nhiều phần cơ thể, bộ đồ bơi này được phụ nữ trong thế giới Hồi giáo đón nhận rộng rãi vì nó giúp họ tự do thoải mái trong các hoạt động bơi lội và tắm biển.
Burqini nhìn giống như bộ quần áo lặn với phần mũ trùm đầu gắn liền với thân, tuy nhiên so với quần áo lặn thì chúng rộng rãi hơn và được làm từ loại vải may quần áo bơi thay vì bằng cao su.

## Cấm mặc
Vào tháng 8 năm 2009, một phụ nữ ở Pháp bị cấm bơi trong một hồ bơi công cộng vì người này mặc burquini. Điều này là kết quả của một đạo luật yêu cầu mọi người phải mặc đồ bơi tiêu chuẩn trong hồ bơi để đảm bảo an toàn vệ sinh, chứ không hẳn là vì lý do chính trị hay liên quan đến những tranh cãi về trang phục của phụ nữ Hồi giáo ở Pháp.
Thị trưởng thành phố Cannes ở miền Nam nước Pháp David Lisnard vào cuối tháng 7 năm 2016 đã cấm không cho mặc "burkini" ở bãi biển. Ông nói đó là "biểu tượng của Hồi giáo quá khích", mà có thể đưa tới những cuộc ẩu đả, vì Pháp hiện là mục tiêu của các vụ khủng bố Hồi giáo. Trong tháng 7, Nice ở gần đó đã bị tấn công bằng xe tải làm 80 người chết. Những ai vi phạm có thể bị phạt €38. Tuy nhiên họ sẽ được yêu cầu trước là thay quần áo bơi thích hợp hoặc rời khỏi bãi biển.

## Người nổi tiếng
Một trong số những người nổi tiếng mặc burqini là Nigella Lucy Lawson. Bà giải thích là chồng cũ của bà không thích bà bị đen da.